# 제3회 제천국제음악영화제
제3회 제천국제음악영화제는 2007년 8월 9일에 열린 시상식이다.

## 수상 및 후보

### 제천영화음악상
- 최창권 수상

### 시네 심포니
- 죽음의 결단 - 마커스 H. 로젠뮐러
- 체케랏쵸! - 미야모토 리에코
- 다프트 펑크의 일렉트로마 - 다프트 펑크
- Garasi - Agung Sentausa
- 휴먼 퀘스천 - 니콜라 클로츠
- 인터내셔널 - 시리 쉬레야 온데르 외 1명
- 메리 크리스마스 - 크니스찬 카리온
- 네버 세이 굿바이 - 카란 조하르
- Noo-Hin: the Movie - Khomkrit Treewimol
- 라즐 다즐 - 다렌 애쉬턴
- 트란실바니아(영어판) - 토니 갓리프
- From the Sea - Miguelanxo Prado

### 뮤직 인 사이트
- 신중현의 라스트 콘서트 - 강윤성
- 딕시칙스: 셧업 앤 싱 - 바바라 코플 외 1명
- Elegy of Life - Aleksandr Sokurov
- 조 스트럼머 - 줄리엔 템플
- 제임스 블런트 - 코소보로의 귀환 - 스티븐 캔터
- Knowledge Is the Beginning - Paul Smaczny
- 로드콰이어트로드 - 스티븐 캔터 외 1명
- 마리자 그리고 파두 이야기 - 사이몬 브러턴
- 롤링 '라이크 어' 스톤 - 마그누스 게르텐 외 1명
- Voyage in G Major - Georgi Lazarevski
- 집시 카라반 이야기 - 제스민 델랄
- 다코다 수트 - 겨울 노래 - 파스칼 호프만 외 1명

### 주제와 변주
- Between a Smile and a Tear - Niels Lan Doky
- Calle 54 - Fernando Trueba
- A Great Day in Harlem - Jean Bach
- 로버트 알트만의 재즈 '34 - 로버트 알트만
- Jazz Seen - Julian Benedikt
- Lift to the Scaffold - Louis Malle
- Play Your Own Thing: a Story of Jazz in Europ - Julian Benedikt
- 세이빙 재즈 - 레슬리 우드헤드

### 영화음악 회고전
- 무녀도 - 최하원
- 삼포가는 길 - 이만희
- 로보트 태권V - 김청기
- 고교 얄개 - 석래명

### 패밀리 페스트
- 아주르와 아스마르 - 미셸 오슬로
- 하나다 소년사 - 유령과 비밀의 터널 - 미즈타 노부오
- 날아라 허동구 - 박규태
- Kidz in da Hood - Catti Edfeldt 외 1명
- 피콜로와 색소폰 - 마르코 빌라미자르
- 로보트 태권 V - 김청기

### 시네마 콘서트
- The Haunted Castle - F.W. Murnau

### 음악단편초대전
- 그녀의 핵주먹 - 선지연
- 비밥 베이비 - 게일 리벤
- 기타 레슨 - 마틴 리트
- Heavy Metal Jr. - Chris Waitt
- 하루가 저물어가는 시간의 김씨 할아버지 - 나정인
- 호치민 - 정윤석
- 무진장 - 안지혜
- 노웨어 - 신지혜
- 게이샤 엘레지 - 오가와 료스케
- 너바나로 간 남자 - 잔 코스터
- 격정 소나타 - 최고은
- 저학년이 알아야 할 음악의 사소한 어떤 것 - 이영민
- 따로 또는 같이 - 이주희 외 2명
- 락큰롤에 있어 중요한 것 세가지 - 정병길
- Who Buried Paul McCartney? - Wouter van Opdorp
- 민요 삼총사 - 이호경
- In the Cold Cold Night - 기채생

### 한국영화음악 스페셜
- 다세포 소녀 - 이재용
- 구미호 가족 - 이형곤
- 복면 달호 - 김상찬 외 1명
- 삼거리 극장 - 전계수
- 라디오 스타 - 이준익
- 미녀는 괴로워 - 김용화
- 천년학 - 임권택

### 일본영화음악과의 만남
- 독립 소년 합창단 - 오가타 아키라
- 허니와 클로버 - 타카타 마사히로
- 기쿠지로의 여름 - 기타노 다케시
- 좋아해 - 이시카와 히로시
- 링 - 나카다 히데오